# Lưu Thọ
Lưu Thọ (劉壽), tức Tề Ý vương (齊懿王), tên thật là là vị chư hầu vương thứ sáu của tiểu quốc Tề, một chư hầu nhà Hán trong lịch sử Trung Quốc.
Lưu Thọ là con của Tề Hiếu vương, vương chủ thứ năm của tiểu quốc Tề. Năm 154 TCN, Tề Hiếu vương tự sát trong lúc bị quân các chư hầu vây hãm, Hán Cảnh đế lập tước cho Lưu Thọ, tức Tề Ý vương.
Cùng năm đó, Chu Á Phu đánh tan liên quân Ngô-Sở, Ngô vương Tỵ bỏ chạy qua sông Trường Giang, bị người Đông Việt giết. Sở vương Lưu Mậu bại trận đã tự sát. Chu Á Phu mang quân cứu Tề. Liên quân các chư hầu Giao Đông, Giao Tây, Tế Nam và Tri Xuyên đánh 3 tháng không hạ được, liệu thế không chống nổi giải vây rút về nước. Quân Hán tấn công diệt bốn chư hầu.
Năm 131 TCN, Tề Ý vương qua đời. Ông ở ngôi 22 năm. Con ông là Lưu Thứ Cảnh lên kế thừa tước vị, tức Tề Lệ vương.